# Four solaire

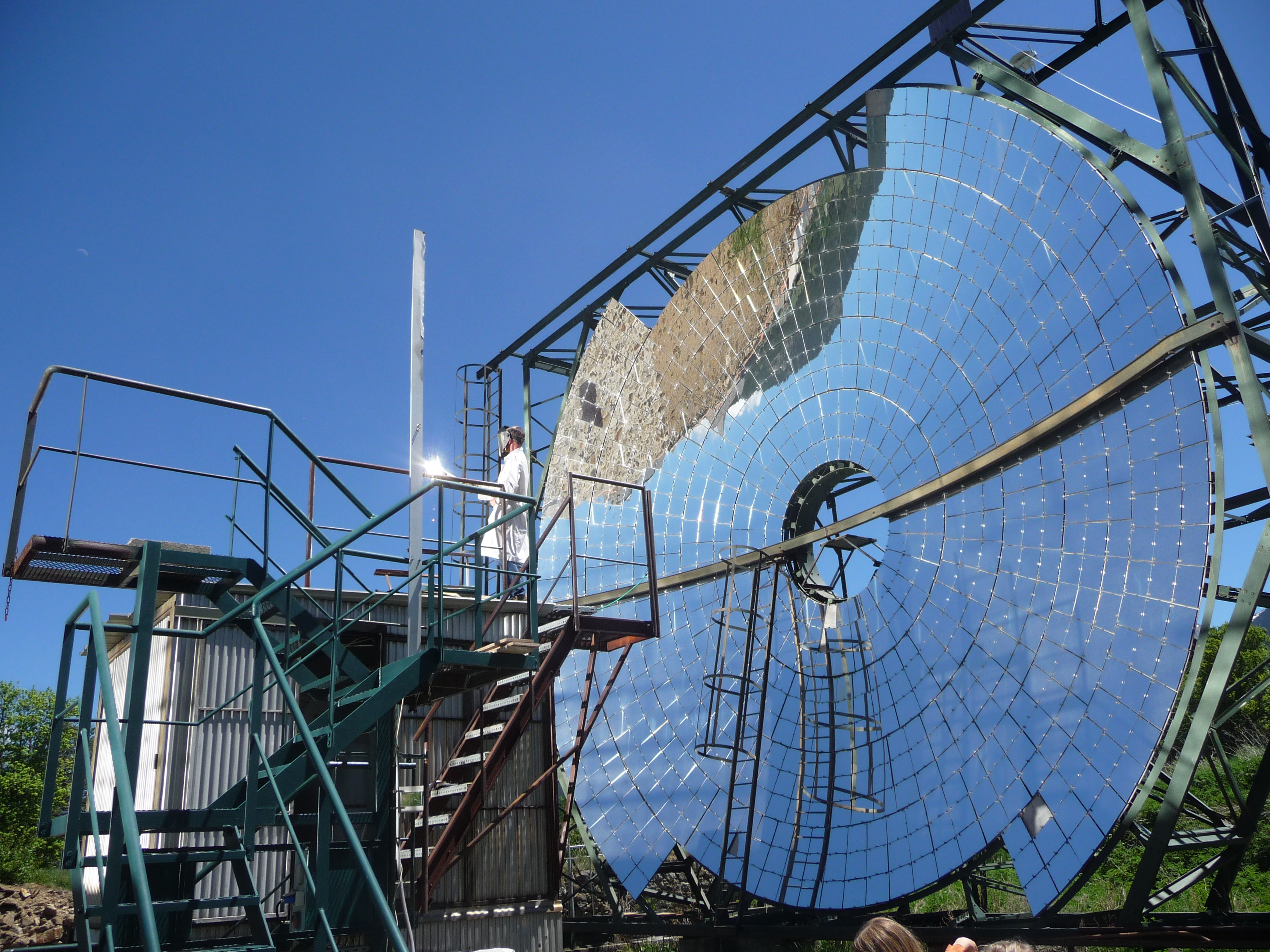
Four solaire de Mont-Louis.

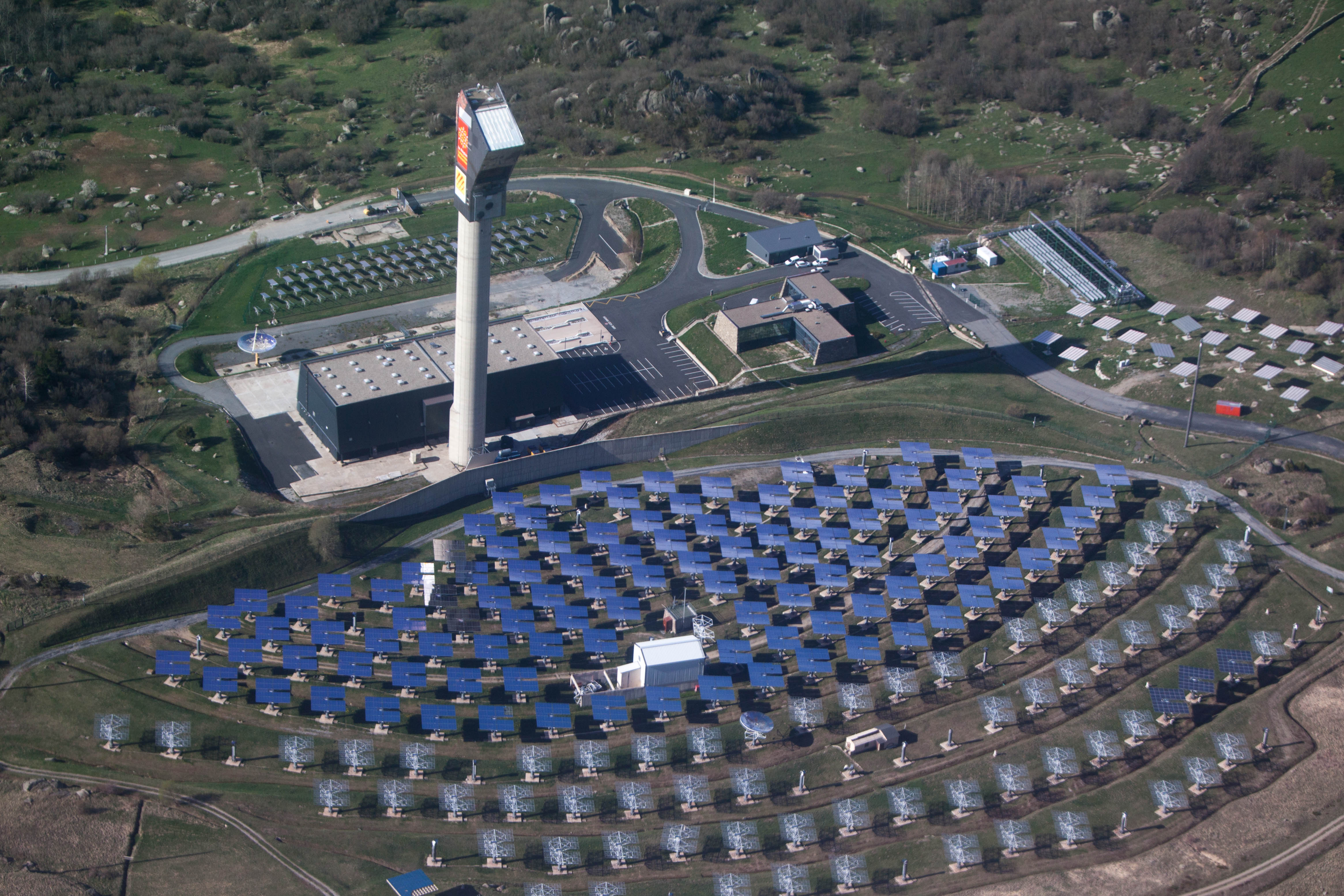
Le four Thémis.

Un four solaire est une installation capable de capturer et de concentrer des rayonnements émis par le Soleil, puis d'utiliser cette chaleur pour faire chauffer ou fondre des matériaux (fours expérimentaux et industriels) ou des aliments. 
Il en existe un grand nombre de taille et de forme. La plupart ne nécessitent ni énergie électrique, ni fossile et sont donc susceptibles de diminuer la consommation de gaz naturel, de charbon ou d'électricité.

## Classification
Les fours solaires captent et concentrent le rayonnement solaire pour élever la température d'une cible. En raison de tailles, coûts, enjeux et technologies très différentes, on distingue d'une part les très grands fours, qui peuvent être destinés à la métallurgie et à la science (ex. : four solaire de Mont-Louis), ou constituer des éléments de centrale solaire thermodynamique (ex. : Thémis), et d'autre part les cuiseurs solaires, utilisés pour la cuisson des aliments.

## Fours solaires industriels

### Principe de fonctionnement

Principe de fonctionnement.

Le principe utilisé est celui de la concentration des rayons par des miroirs réfléchissants. 
Les rayons solaires sont captés par une première série de miroirs orientables situés sur la pente, puis envoyés vers une deuxième série de miroirs (les « concentrateurs »), disposés en parabole. De là ils convergent vers une cible circulaire au sommet d'une tour centrale ; cette cible a, à peine, 40 cm de diamètre.

#### Four solaire d'Odeillo

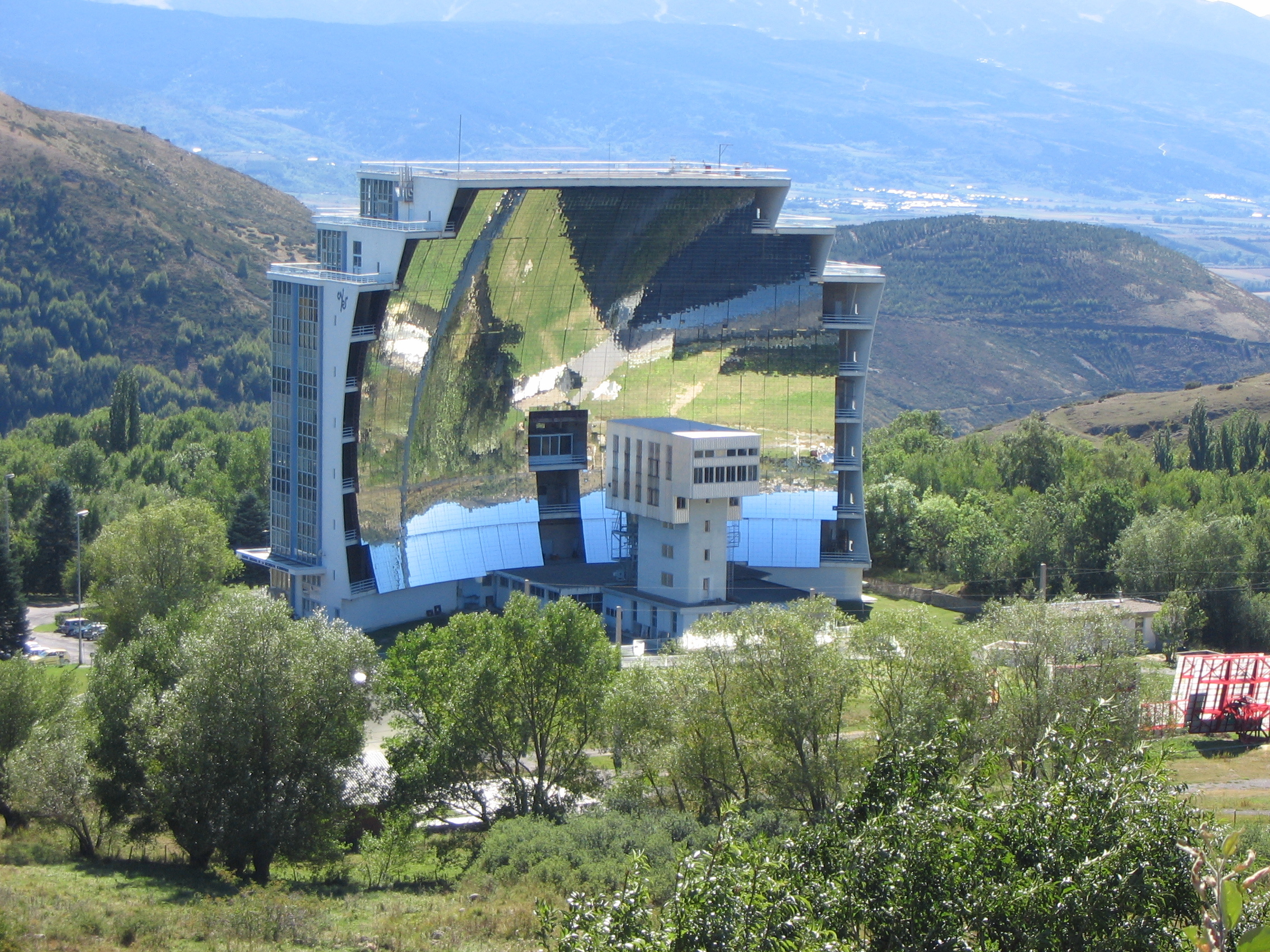
Le grand four solaire d'Odeillo, 1000 kW.

Le four solaire d'Odeillo, dans les Pyrénées-Orientales, concentre l'énergie solaire pour obtenir l'équivalent de « 10 000 soleils » et une puissance de 1 000 kilowatts, ce qui permet d'atteindre des températures supérieures à 3 500 °C. C'est une installation du CNRS qui abrite le laboratoire PROMES. Ses principaux axes de recherches sont les matériaux et conditions extrêmes ainsi que la conversion, le stockage et le transport de l'énergie. Il est possible pour le public de visiter une exposition dans l'établissement, qui expose des principes simples sur les énergies renouvelables et l'environnement, le principe de fonctionnement d'un four solaire, et d'y visionner un film rendant compte des recherches actuellement conduites au sein du laboratoire PROMES.

## Cuiseurs solaires

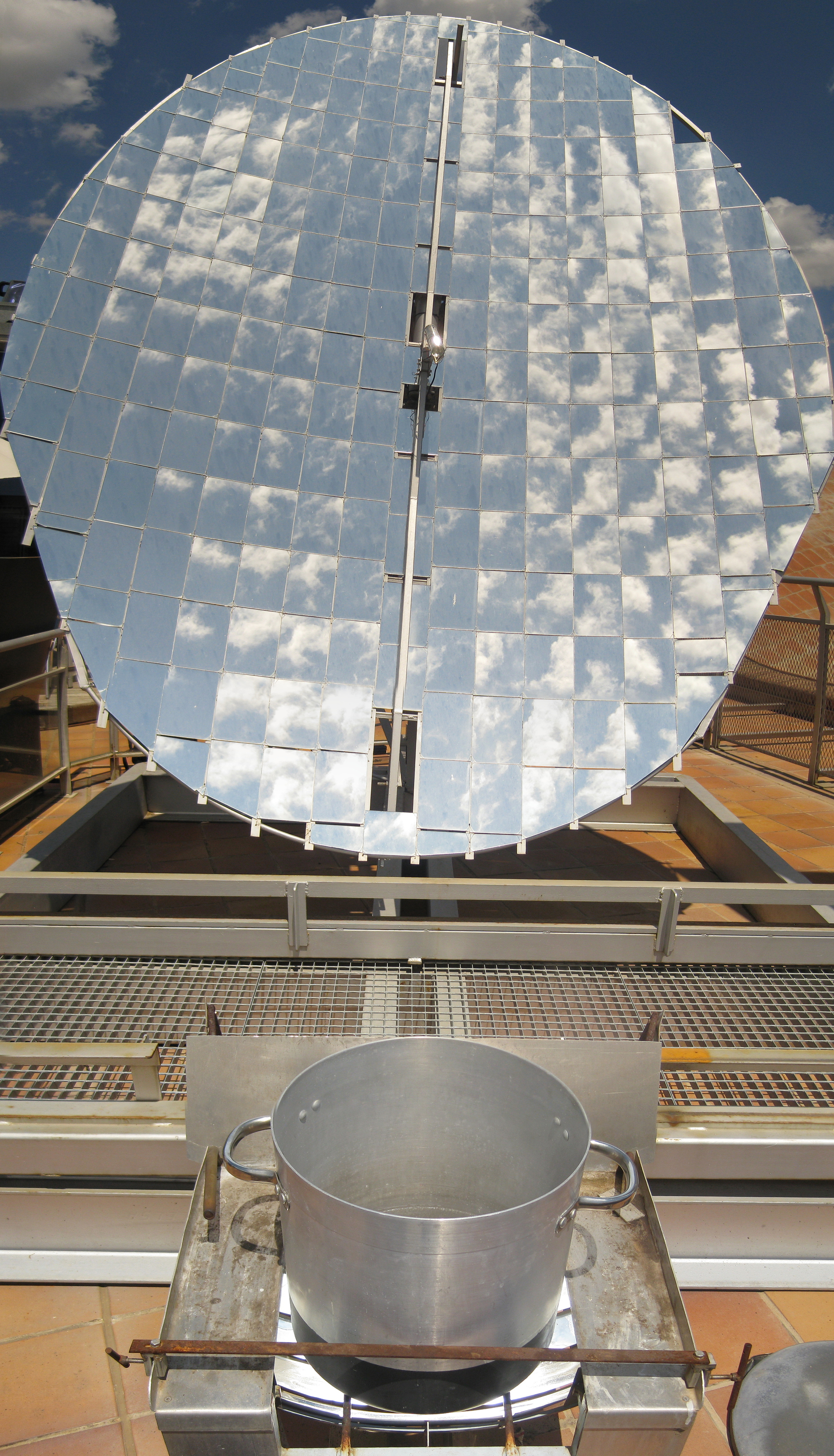
Cuiseur solaire avancé modèle Scheffler : 16 m2 et 3 kW de puissance nominale

Un cuiseur solaire est un système captant et concentrant le rayonnement infrarouge du Soleil pour sécher, chauffer, cuire, torréfier ou pasteuriser des boissons et autres aliments. Il en existe de nombreux modèles : des modèles low-tech, auto-construits et bon marché (parfois aussi puissants que leurs équivalent électriques ou à bois, gaz ou charbon) aux modèles coûteux et sophistiqués atteignant des rendements solaires dépassant 90 % et pouvant nourrir des milliers de personnes chaque jour. Ainsi du bol solaire d'Auroville en Inde, qui fait deux repas par jour pour 1 000 personnes, ou de modèles en Inde qui préparent 38 500 repas par jour.